# Пейшото Фильо, Делфин
Делфи́н ди Па́дуа Пейшо́то Фи́льо, либо просто Делфин Пейшото (порт. Delfim de Pádua Peixoto Filho) (3 января 1941, Итажаи, штат Санта-Катарина, Бразилия — 28 ноября 2016, Серро-Гордо, Ла-Уньон, Антьокия, Колумбия) — бразильский юрист, политик и спортивный функционер. На протяжении 31 года возглавлял Федерацию футбола штата Санта-Катарина. В последние два года жизни был первым вице-президентом Бразильской конфедерации футбола.
Погиб в авиакатастрофе BAe 146 под Медельином.

## Биография
Делфин Пейшото Фильо родился в семье Делфина и Диноры Пейшото в 1941 году. В молодости занимался футболом в академии «Аваи», но в итоге Пейшото окончил Юридический факультет Санта-Катарины, который в настоящее время относится к Федеральному университету Санта-Катарины, и стал юристом. Во время обучения Пейшото был секретарём Союза студентов Санта-Катарины и членом Национального Союза студентов. В середине 1960-х годов начал политическую карьеру. В 1965 году был избран членом Совета родного города Итажаи от Бразильской коммунистической партии. В конце десятилетия подвергался арестам и пыткам в связи со встречами с оппозиционными политическими деятелями. С 1971 по 1983 год трижды подряд избирался депутатом Законодательного собрания штата Санта-Катарина от Бразильского демократического движения, которое в 1980-е годы было преобразовано в партию.
В 1983 году Делфин Пейшото Фильо вошёл в руководство Федерации футбола штата Санта-Катарина, а спустя два года возглавил её. Он руководил футболом в штате до самой смерти, на протяжении 31 года. Большая часть значимых достижений клубов Санта-Катарины на общебразильской и международной арене приходится на период правления Пейшото Фильо. Согласно рейтингам КБФ, Лига Катариненсе в 2016 году вошла в четвёрку сильнейших в Бразилии, обогнав одного из традиционных лидеров, Лигу Гаушу. В 2015 году Делфин Пейшото стал первым вице-президентом Бразильской конфедерации футбола, при этом Пейшото был фактически единственным функционером в этой крупнейшей спортивной организации страны, который находился в оппозиции президенту Марко Поло дел Неро. Пейшото был известен свой принципиальной позицией по множеству вопросов, связанных с коррупцией в футболе.
На протяжении 35 лет Делфин Пейшото преподавал уголовное право и юридическую практику в Университете Вале в Итажаи (UNIVALI). Пейшото не раз возглавлял делегации КБФ на крупных футбольных турнирах, включая чемпионат мира 2002 года в Японии и Корее (который выиграла сборная Бразилии) и Олимпийские игры в Лондоне в 2012 году.
28 ноября 2016 года Делфин Пейшото Фильо погиб в авиакатастрофе под Медельином вместе с практически всем составом и тренерским штабом «Шапекоэнсе», который летел на первый финальный матч Южноамериканского кубка с «Атлетико Насьоналем». Это был первый финал международного турнира для клубов из штата Санта-Катарина, и Пейшото летел в качестве главы делегации.